# Eunapius calcuttanus
Eunapius calcuttanus är en svampdjursart som först beskrevs av Annandale 1911.  Eunapius calcuttanus ingår i släktet Eunapius och familjen Spongillidae. Inga underarter finns listade i Catalogue of Life.